# Імплементаційний регламент про безпілотні літальні апарати
Імплементаці́йний регла́мент про безпіло́тні літа́льні апара́ти — нормативно-правовий акт Європейського Союзу, який регулює польоти безпілотних літальних апаратів для цивільного використання, широко відомих як дрони.
Регламент спрямований на забезпечення безпеки польотів, захист персональних даних, охорону приватности, а також сприяння розвитку інноваційних технологій у сфері безпілотної авіації. Документ визначає вимоги до операторів БПЛА, класифікацію польотів, процедури отримання дозволів, а також стандарти сертифікації. 
Цей імплементаційний регламент є складовою частиною ширшої нормативно-правової бази, спрямованої на гармонізацію правил експлуатації дронів у державах-членах Європейського Союзу.

## Подальше читання
- https://background.tagesspiegel.de/smart-city/wenn-die-kommunen-abheben